# 王道濟
王道濟（16世紀—1649年），字元闢，南直隸常州府武進縣人，明朝軍事人物。

## 生平
王道濟是萬曆三十四年（1606年）的武舉人，次年（1607年）聯捷武進士，獲授江口把總，上級讓他領兵三千人抗使擊倭寇，他回答：「恃謀不恃眾，五百人已足夠！」 戰船突前、炮火齊發，敵軍潰散後明軍進攻撲殺，江水成血色，陞任鹽城守備，調河南都指揮僉事。崇禎二年（1629年）北京告警，他前往橫嶺支援，請求決戰沒有回音，當時山西糧食被掠去，他在糧車中埋伏壯士，掠糧者來到後出擊搏鬥，隨後精兵殺獲賊人，自此糧車通行無阻。再遷任廣東總兵，黎族人叛亂，他追至七星洋殲滅對方首領，俘虜數百人，加都督同知並恩蔭其子，因父母逝世回鄉，北京失陷後痛哭絕食，永曆三年（1649年）去世。

## 引用
1. 1 2  道光《武進陽湖縣合志·卷二十三·人物志二》：王道濟，字元闢，武進人，萬厯丁未武進士，初任江陰宣撫把總，上官授兵三千使擊倭，道濟曰：「恃謀不恃眾，五百人足矣！」飛櫓突前，迅炮齊發，賊大潰，掩殺之，江水盡血，擢守備，遷河南都指揮僉事。崇禎己巳都城警，入援守橫嶺，請決戰不報，時山西糧至卒被掠，乃詐為糧車，伏壯士其中，掠者至突出搏之，繼以精兵殺獲甚眾，自是糧車無阻。遷廣東總兵，黎蠻亂，道濟追至七星洋，力戰殲其渠，俘數百人，授都督同知，蔭子，丁憂歸，明亡慟哭不食卒。 陳志，案宗譜道濟卒於順治己丑
2. ↑  道光《武進陽湖縣合志·卷十八·選舉志》：武甲榜……（萬曆）三十五年丁未科……王道濟 廣東總兵，有傳……武鄉科……（萬曆）三十四年丙午科……王道濟 丁未進士
3. ↑  民國《江蘇省通志稿·人物志·第六十三卷·忠節七》：王道濟，字元闢。萬曆三十五年武進士。初任江陰宣撫把總。上官授兵三千，使擊倭，道濟曰：恃謀不恃眾，五百人足矣。飛櫓擢守備，遷河南都指揮僉事。崇禎二年，都城警，入援，守橫嶺。請決戰，不報。時；突擊，迅炮齊發，賊大潰，掩殺之，江水盡血。掠者至，突出收集之，繼以精兵，殺獲甚眾，自是糧車無阻。遷廣東總兵。黎蠻亂，道濟追至七星洋，力戰殲其渠，俘數百人。授都督同知，蔭子。丁憂歸。明亡，慟哭不食卒。
4. ↑  錢海岳《南明史·卷一百一·列傳第七十七》：王道濟，字元闢，武進人。萬曆三十五年武進士。授江陰把總。以三百人斬海寇江上，江水為赤。自鹽城守備累擢廣東總兵。黎蠻反，敗之九星洋，斬渠，俘數百。黎平，加都督同知。憂歸。北變，絕粒卒。